# Zlata Artuković
Zlata Artuković (Klobuk, Ljubuški, 4. rujna 1944.) je bila hrvatska i bosanskohercegovačka pjesnikinja. Umrla je 19.10.2017.

## Životopis
Osnovnu školu pohađala u Klobuku, srednju medicinsku u Mostaru i Zagrebu, Fakultet političkih znanosti (sociologija) u Sarajevu, gdje je završila i poslijediplomski studij.

## Djela
- Ljubav s mirisom kadulje (pjesme, 1971.), priče i putopisi u periodici.